# Mateusz Łęgowski
Mateusz Łęgowski (sinh ngày 29 tháng 1 năm 2003) là một cầu thủ bóng đá chuyên nghiệp người Ba Lan hiện tại đang thi đấu ở vị trí tiền vệ cho câu lạc bộ Salernitana tại Serie A và Đội tuyển bóng đá quốc gia Ba Lan.

## Thống kê sự nghiệp

### Câu lạc bộ
Tính đến 12 tháng 10 năm 2023
| Câu lạc bộ          | Mùa giải            | Giải đấu            | Hạng đấu | Hạng đấu | Cúp  | Cúp | Châu Âu | Châu Âu | Khác | Khác | Tổng cộng | Tổng cộng |
| Câu lạc bộ          | Mùa giải            | Giải đấu            | Trận     | Bàn      | Trận | Bàn | Trận    | Bàn     | Trận | Bàn  | Trận      | Bàn       |
| ------------------- | ------------------- | ------------------- | -------- | -------- | ---- | --- | ------- | ------- | ---- | ---- | --------- | --------- |
| Pogoń Szczecin II   | 2018–19             | III liga            | 1        | 0        | —    | —   | —       | —       | —    | —    | 1         | 0         |
| Pogoń Szczecin II   | 2020–21             | III liga            | 17       | 0        | —    | —   | —       | —       | —    | —    | 17        | 0         |
| Pogoń Szczecin II   | 2021–22             | III liga            | 6        | 0        | —    | —   | —       | —       | —    | —    | 6         | 0         |
| Pogoń Szczecin II   | Tổng cộng           | Tổng cộng           | 24       | 0        | —    | —   | —       | —       | —    | —    | 24        | 0         |
| Pogoń Szczecin      | 2021–22             | Ekstraklasa         | 19       | 1        | 0    | 0   | —       | —       | —    | —    | 19        | 1         |
| Pogoń Szczecin      | 2022–23             | Ekstraklasa         | 26       | 3        | 0    | 0   | 1       | 0       | —    | —    | 27        | 3         |
| Pogoń Szczecin      | 2023–24             | Ekstraklasa         | 2        | 0        | 0    | 0   | 3       | 0       | —    | —    | 5         | 0         |
| Pogoń Szczecin      | Tổng cộng           | Tổng cộng           | 47       | 4        | 0    | 0   | 4       | 0       | —    | —    | 51        | 4         |
| Salernitana         | 2023–24             | Serie A             | 7        | 0        | 0    | 0   | —       | —       | —    | —    | 7         | 0         |
| Tổng cộng sự nghiệp | Tổng cộng sự nghiệp | Tổng cộng sự nghiệp | 78       | 4        | 0    | 0   | 4       | 0       | —    | —    | 82        | 4         |

1. 1 2  Ra sân tại UEFA Europa Conference League